# Copán (jaciment arqueològic)
Copán és un jaciment arqueològic de la civilització maia situada en el departament de Copán, occident d'Hondures, prop de la frontera amb Guatemala. Està inscrit a la llista del Patrimoni de la Humanitat per la UNESCO des del 1980.
Va ser la capital d'un important regne del període clàssic dels segles V al ix de la nostra era. La ciutat es troba a l'extrem sud-est de la regió cultural mesoamericana, a la frontera amb la regió cultural istme-colombiana, i gairebé envoltada de pobles no maies. En aquesta fèrtil vall, ara es troba una ciutat d'uns 3.000 habitants, un petit aeroport i una carretera sinuosa.

Copán
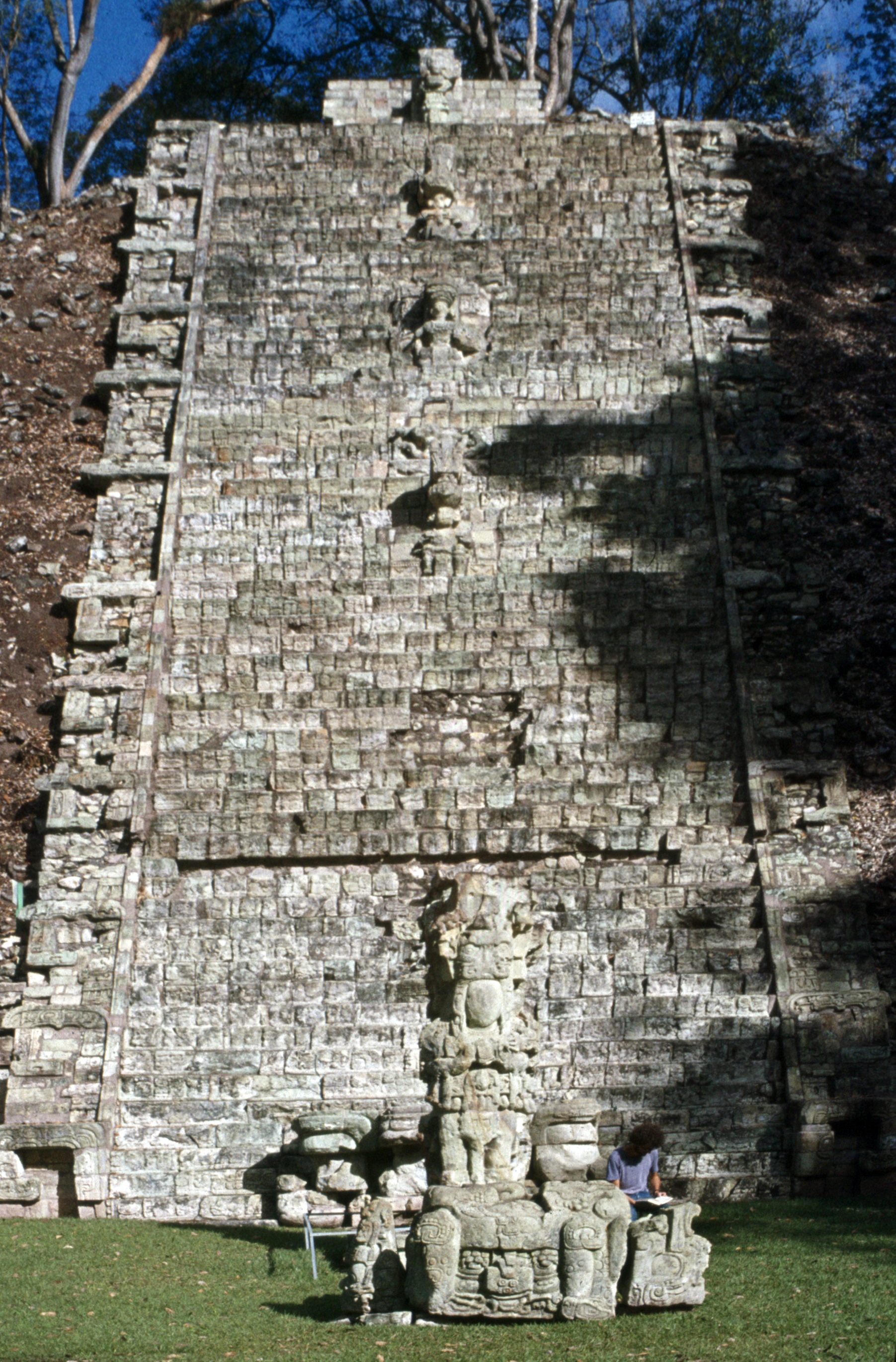
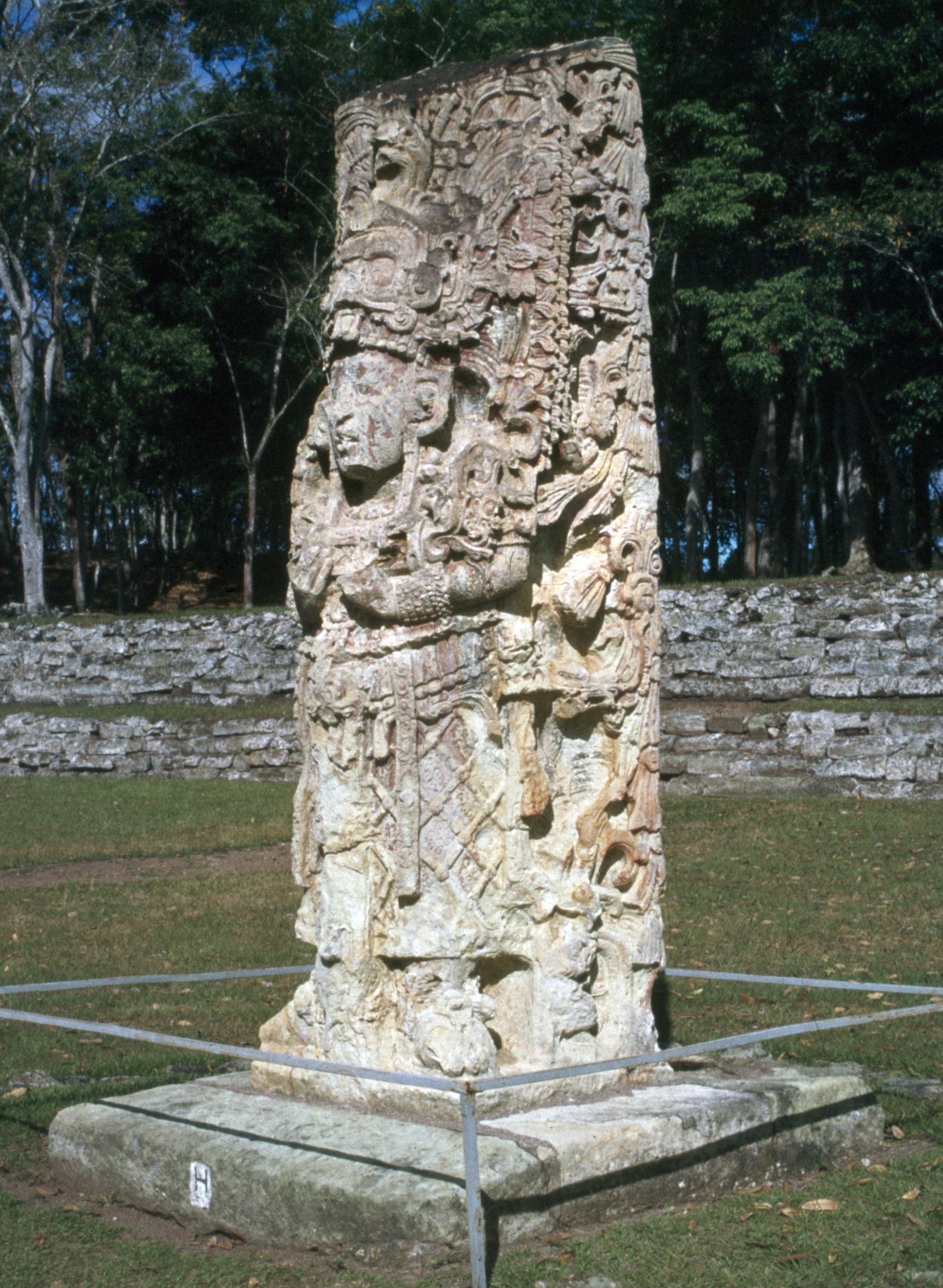
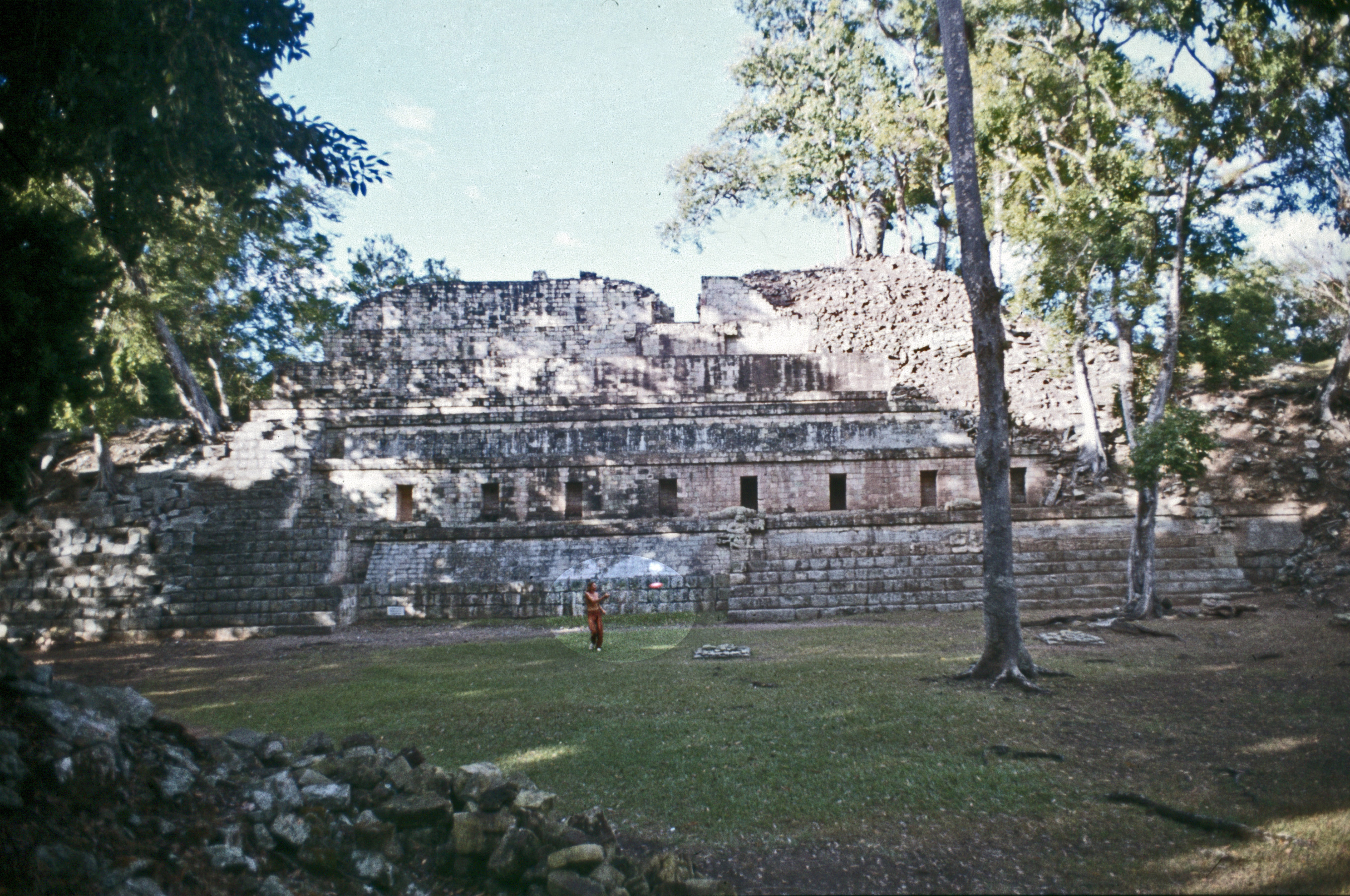
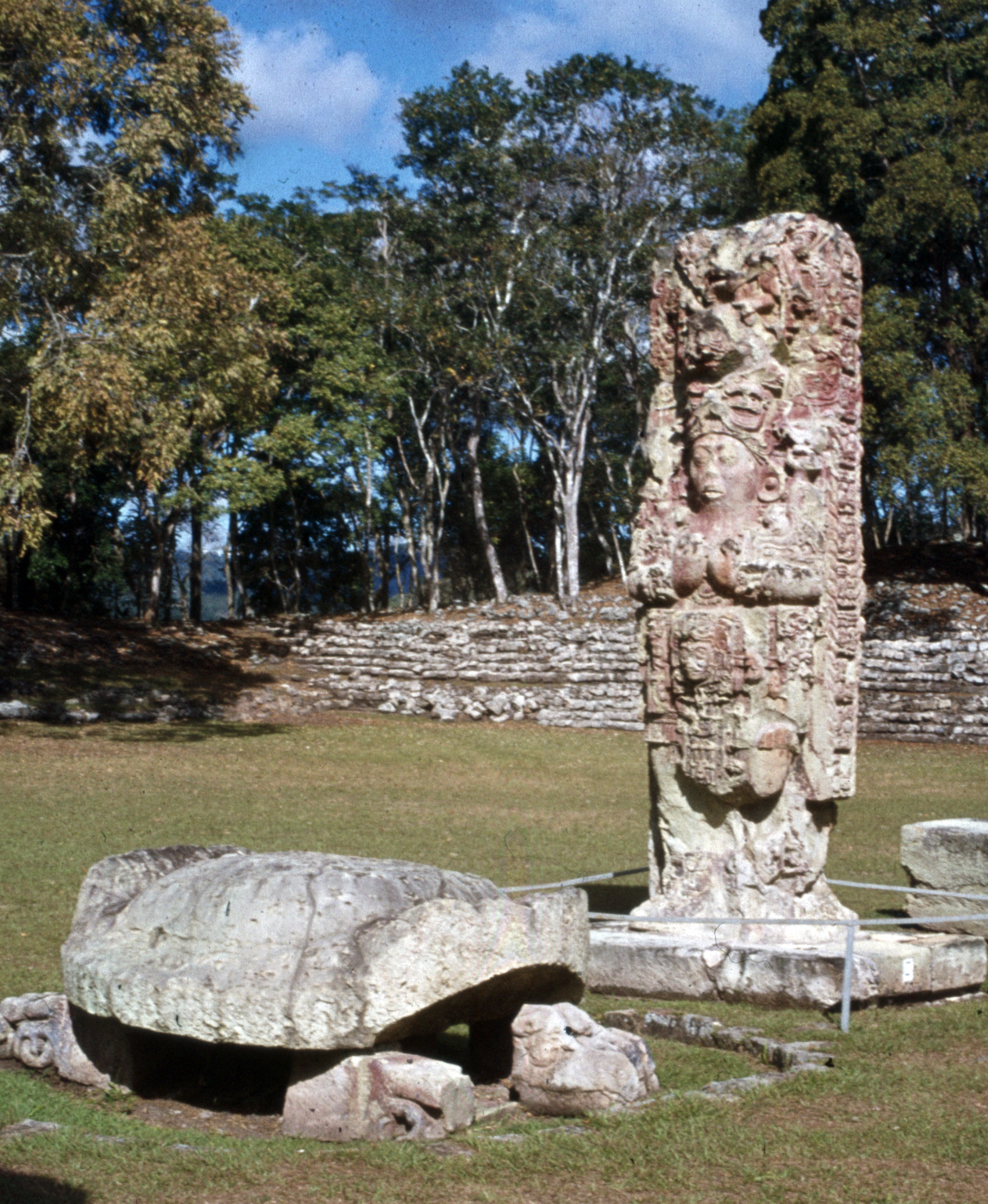
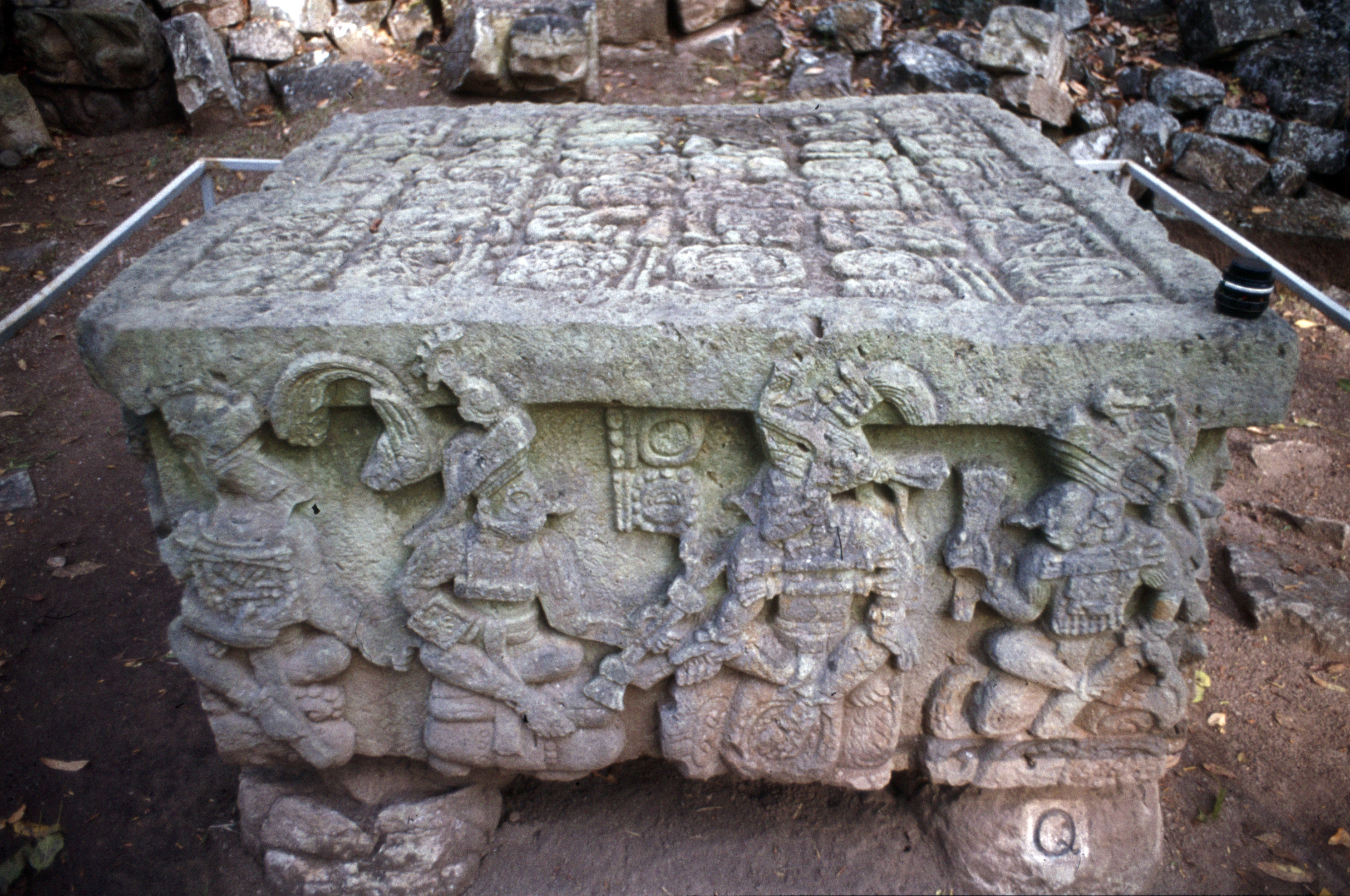
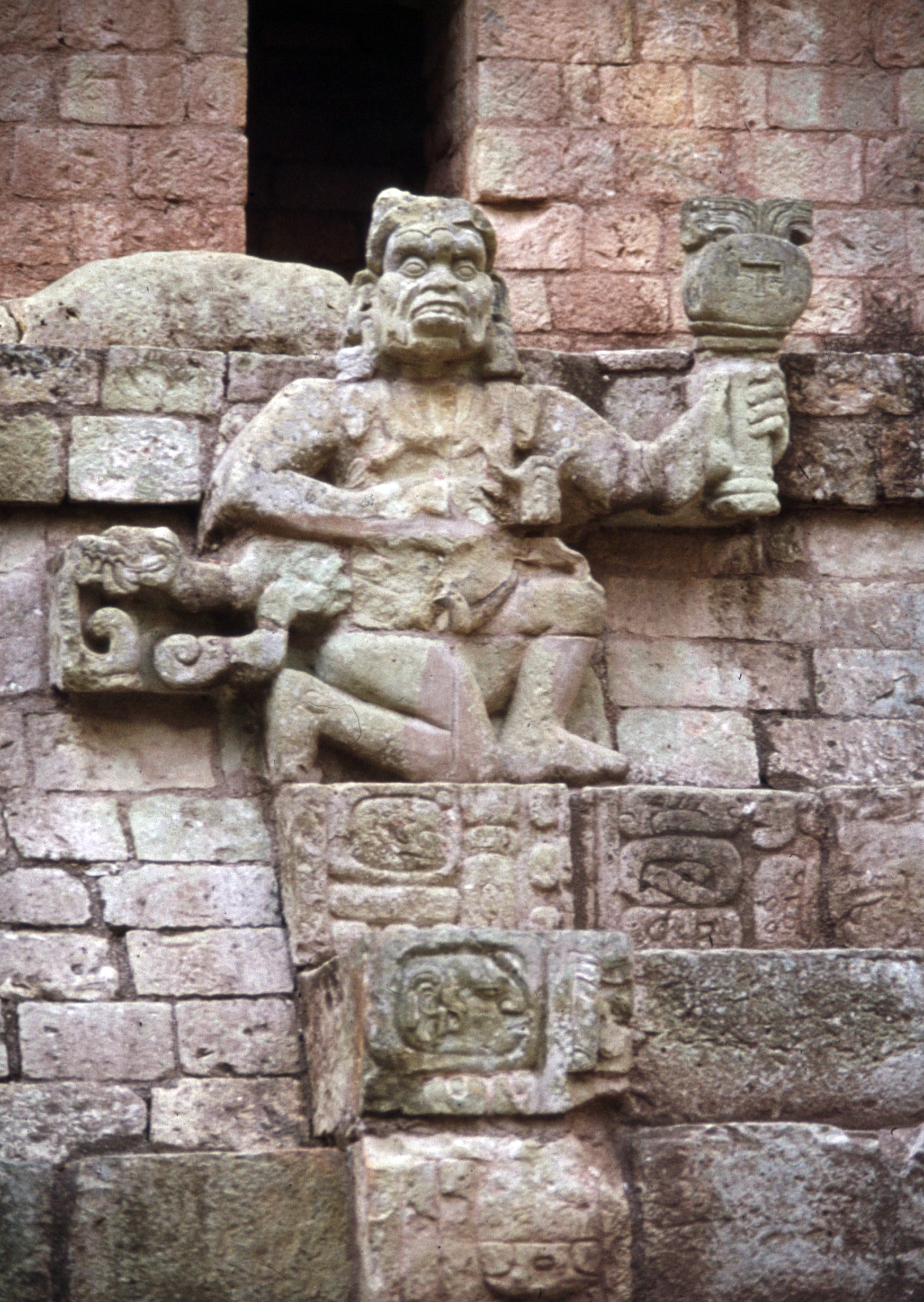